# スティール弦アコースティックギター

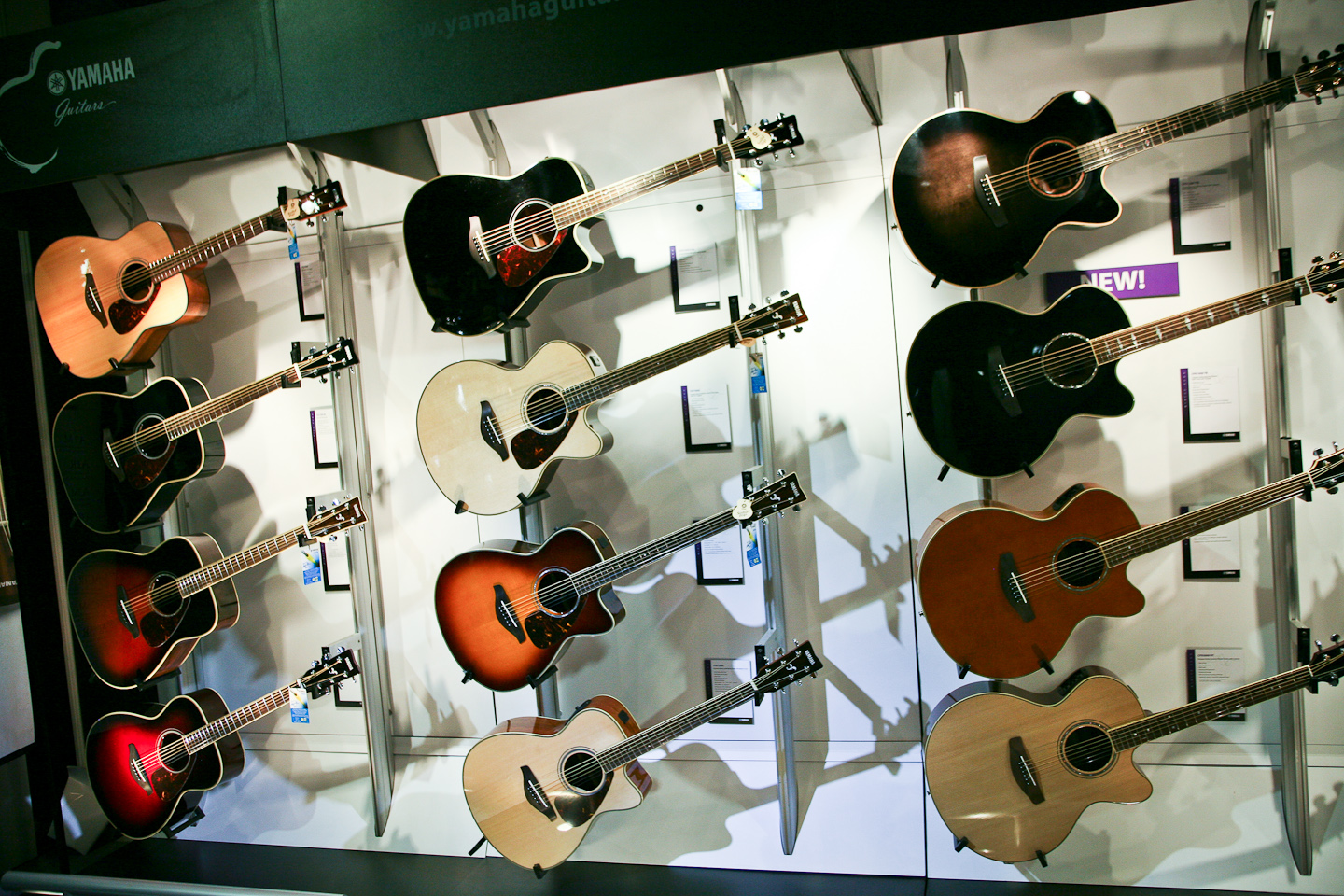
ヤマハのスティール弦アコースティックギター
2011年のナム・ショー

スティール弦アコースティックギター（スティールげんアコースティックギター）とは、撥弦楽器であるギターのうち、アンプを使った電気増幅を伴わなくても演奏可能なギターであり、かつスチール弦を使用しているギターの総称。
別名としてアコースティック・ギター（狭義）と呼ばれる。また、広義の「アコースティック・ギター」の一つである。英語ではSteel-string acoustic guitar。フラットトップ型がフォークギター(folk guitar)、アーチトップ型がピック・ギターと呼ばれることもある。
「フォークギター」は和製英語とされるが、「Folk Guitar」という広義のアコースティック・ギターの一つとして英語圏で使用されている。

## 特徴

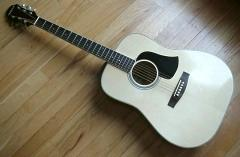
ARIAのAW Series

クラシック・ギターが、伝統的に12フレットでボディと接合しているのに対して、このスティール弦アコースティックギターの多くは高音を出しやすくするため、14フレットで接合しているものが多い。さらに1弦のフレットが延長され、ボディーが欠き取ってある機種もある。一般的にネックがクラシック・ギターよりやや細く、弦の間隔が若干狭い。緒止め（弦を固定する部分）の形状も異なる。金属製の弦の張力に耐えるために、表板のブレーシングが強化されている。ピックによる演奏の際にボディ表面を保護するために、鼈甲製やセルロイド製のピック・ガードをサウンド・ホールに沿って張ってあるものが多い。
スティール弦アコースティックギターのボディの形状には様々な物が存在するが、米国のC・F・マーティン社のドレッドノート・スタイルや000スタイル、ギブソン社のラウンドショルダーと呼ばれる形状等が代表的な、丸いサウンドホールを持つフラットトップ型が種類も流通量も多い。他には、アーチトップ型やセルマー/マカフェリ型といったものもエレクトリックギター登場以前のジャズシーンでは多く見られた。
1960年代にフォークソングの弾き語りに使われることが多いスティール弦を張ったフラットトップ・アコースティック・ギターに対して一時期、フォークギターという呼称が定着（2000年代になってからも教育出版の『中学器楽』教科書でフォークギターとして紹介）。しかし、実際には様々なジャンルの音楽で使われる楽器であり、逆にフォークソングでエレクトリック・ギターやクラシック・ギターを使用する事例も見受けられるため、フォークギターという呼称はこの楽器の性能の一面を言い当てたものであるとしか言えない。
1980年ごろまでは、ヤマハ・FG等のギターがボディ形状で「フォークギター」と「ウエスタンギター」とに分けることもみられたが、現在では「フォークギター」に統一されている。

## 材と音
表板にはスプルースなどマツ科の材が一般的に使われる。裏板・側板にはマホガニーやローズウッドが使われることが多い。どちらも合板よりも単板を使ったほうが上等とされるが、メーカーの設計思想により、あえて合板が使われることもある。
一般論で言うと、ボディが大きい方が音量が出、特に低音が強調される。マホガニーを裏板に使うと高音の音響特性が良くなり、ローズウッドを使うと低中音が強調される。もちろん同じスペックであっても、使う材の質や構造で実際の音は大きく異なる。

## 演奏スタイル

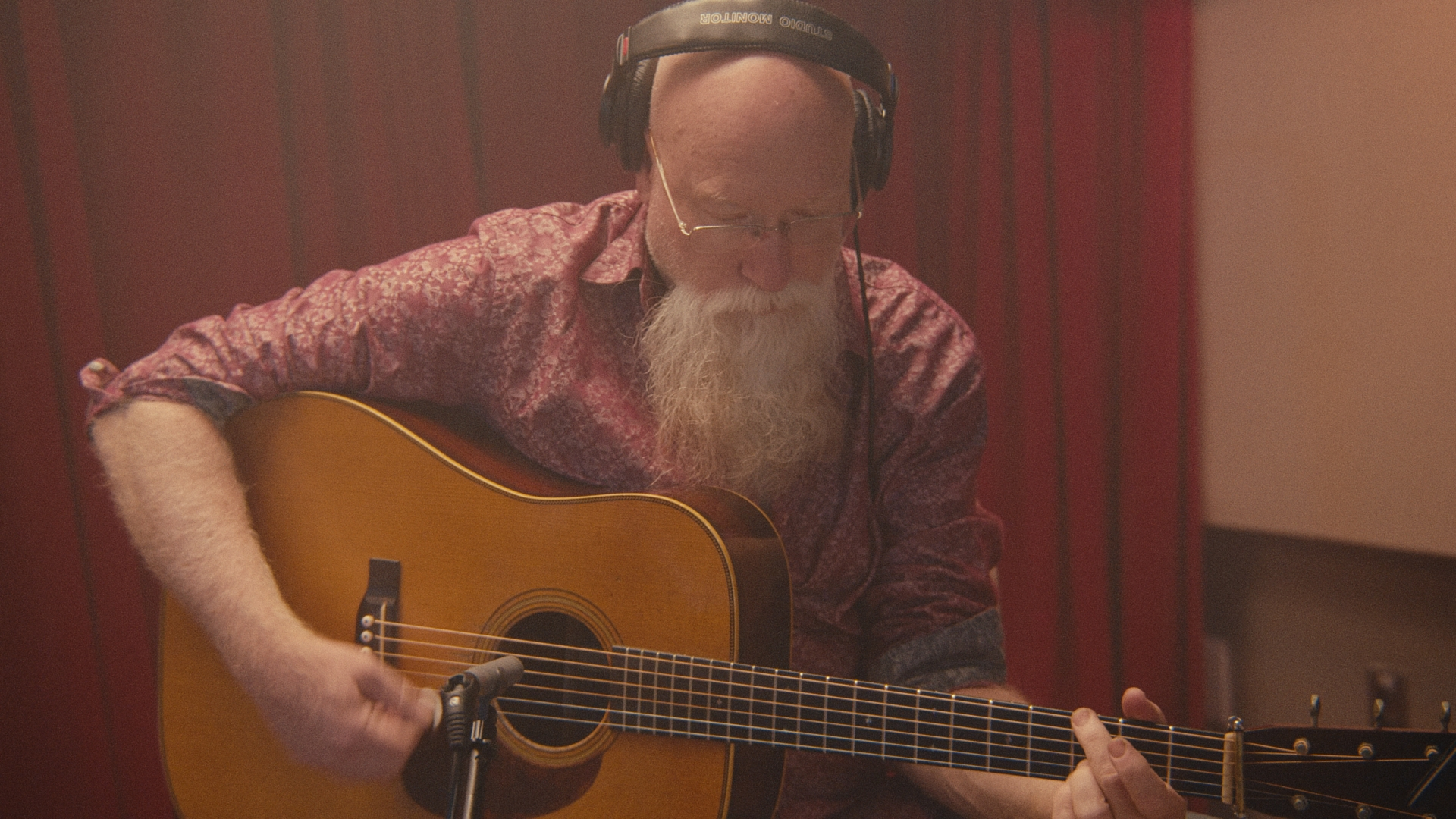
ピック奏法の例
Tunesmith Studiosでセッションを行うデビッド・グリア（2024年4月2日）

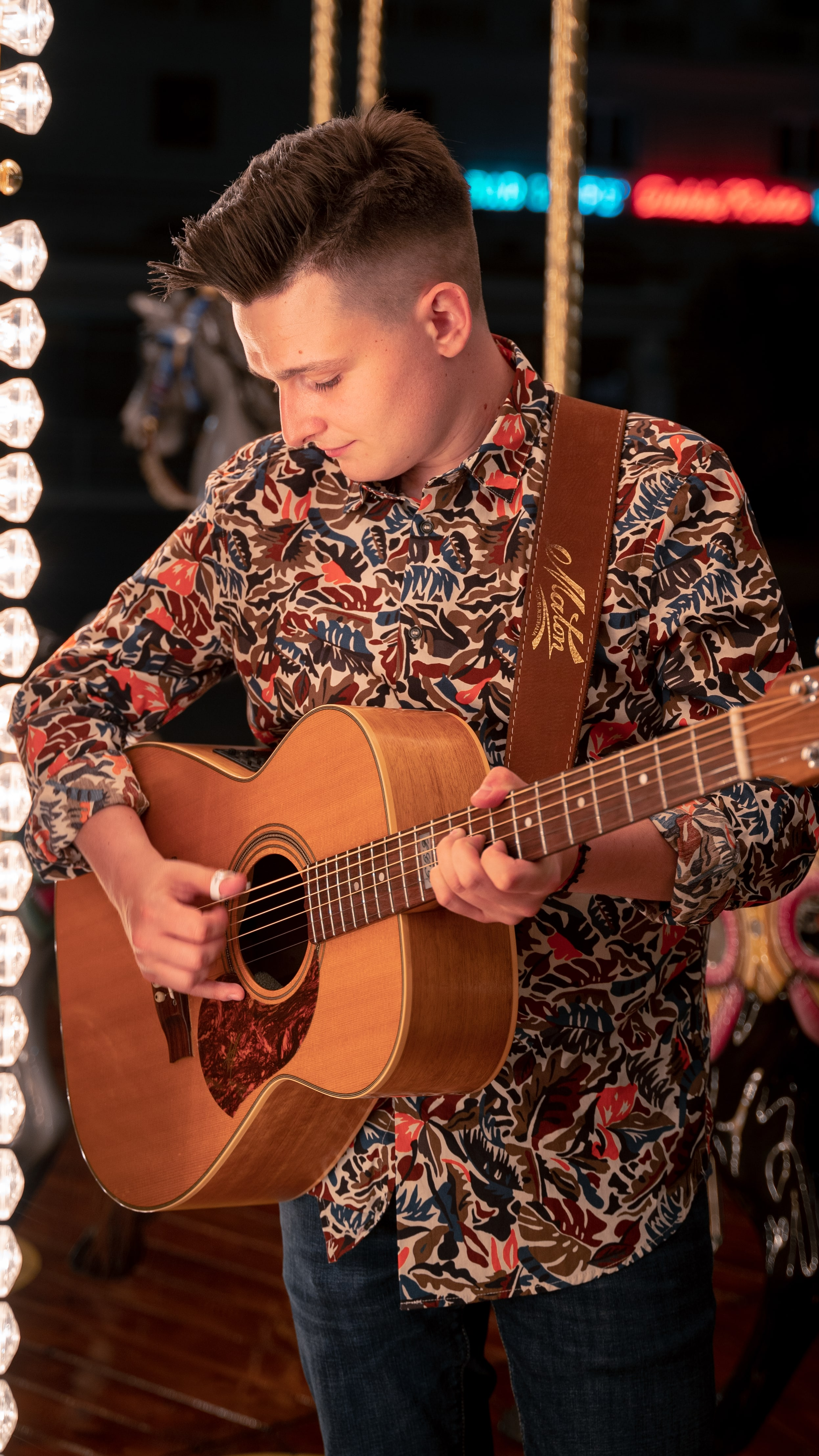
指弾きの例
メイトンのギターを弾くロレンツォ・ポリドリ

主にピック（フラットピック、フィンガーピック、サムピック）、指、爪を使って演奏される。ボディを直接たたいて打楽器的な音を演奏に組み込む奏者もいる。
コンサートなどで使用する場合、音量が足りないためにエレクトリックアコースティックギターを使う、若しくはギターにアコースティック・ギター用のピックアップが取り付けられる事がある。これは、一般的なマイクで直接ギターの音を拾おうとすると奏者の動きが制限される、ハウリング等の問題が起こりやすいためである。
アンプを通さないで演奏するスタイルをアンプラグドと呼ぶが、どこまでをアンプラグドと呼ぶかの定義は曖昧であり、一般にコンサートでは生音のみでは遠くまで聞こえないので、マイクを使って音を拾い、音響用アンプなどで音を増幅してスピーカーで出力している場合も含む。エレクトリックアコースティックギターを使った演奏でもアンプラグド名義でコンサートが行われたり、CDが出ることもある。
演奏する際には、立って行う場合と椅子などに座って行う場合がある。座って演奏する場合には、足を組む場合と片足を乗せる台を使う場合とがある。立って演奏する場合はギターストラップを用いるが、座って演奏する際にもギターを安定させるためにストラップを使うことも少なくない。

## 構造
弦を巻くペグの穴は上向に出ている為、ヘッドのところには穴がない仕様が一般的だが、クラシック・ギターのようなスロッテッドヘッドのものも稀にある。